# Avviso di accertamento
L’avviso di accertamento è un atto formale dell'Amministrazione finanziaria di contestazione al contribuente in merito all'adempimento di una specifica obbligazione tributaria. Con l'avviso di accertamento l'Amministrazione Finanziaria notifica al contribuente i dati di fatto e di diritto per i quali è richiesto un versamento e la misura dello stesso. Secondo la normativa specifica, in prevalenza il DPR 600/73 e lo statuto dei diritti del contribuente, l'avviso di accertamento è valido e in grado di esplicare i suoi effetti, se corredato delle ragioni giuridiche e dei presupposti di fatto che lo ha determinato e se notificato al contribuente nei modi e nei tempi prescritti per ciascun tipo di imposta.
Il contribuente entro 60 gg dalla notifica può attivare uno dei procedimenti previsti per la risoluzione della controversia o aderire alla richiesta in esso contenuta. 
I procedimenti previsti sono:
- autotutela
- accertamento con adesione
- reclamo e mediazione
- conciliazione giudiziale
- ricorso tributario

Tipologia:
Vi sono diversi tipi di accertamento: l'avviso di accertamento analitico nel quale i singoli tipi di reddito vengono valutati in maniera specifica sulla base di dati ed informazioni dettagliate, l'avviso di accertamento sintetico nella quale invece l'imponibile  è determinato sulla base di ipotesi e presunzioni legali, relative od assolute, indirettamente collegate alle fonti di reddito. Nel caso del reddito di impresa, inoltre, è possibile l'accertamento induttivo, nel quale la misura del reddito è valutata sulla base di fattori e dati extra contabili, in specifici casi nei quali la contabilità è considerata inattendibile.
Giurisprudenza:
Dal punto di vista dottrinale sono sostenute una teoria dichiarativa ed una costitutiva sulla natura giuridica dell avviso di accertamento.
Secondo la teoria dichiarativa il presupposto d'imposta è elemento necessario e sufficiente per il pagamento dell'imposta da parte del soggetto passivo, cioè il Fisco ha diritto immediato di credito per il solo fatto che il soggetto ha realizzato la fattispecie che determina il sorgere del tributo. Di altro avviso è invece la teoria costitutiva secondo cui invece il presupposto d'imposta di per sé non dà diritto alla riscossione del tributo, se difatti quest'ultimo non è accompagnato dalla dichiarazione dei redditi o dall'atto impositivo appunto l avviso di accertamento, che ha quindi un valore costitutivo. Di riferimento è l'avviso di Allorio del 1969* secondo cui la dichiarazione e l avviso di accertamento costituirebbero la causa prossima dell adempimento dell obbligazione tributaria, ed il contestuale diritto di credito del Fisco, che spetta in prima linea allo stesso soggetto passivo: il Contribuente.